# FC Tevalte Tallinn
El FC Tevalte era un club de fútbol de Estonia, de la ciudad de Tallin. Fue fundado en 1980 y en 1998 fue reconvertido en TVMK Tallinn. 

## Historia
En 1980 se funda el FC Vigri Tallinn, ocasionalmente conocido como Vigri-Marat por motivos de patrocinio. En 1993 adoptó el nombre de FC Tevalte. 
La temporada 1993/94 fue histórica para el club, que estableció varios récords anotadores (con la mayor goleada de la historia de la Meistriliiga, un 24-0 sobre el Kalev Sillamäe) y de imbatibilidad (ocho jornadas consecutivas sin encajar un gol). Pese a ello, esa temporada no pudo conquistar el título, ya que la Asociación Estonia de Fútbol le descalificó por presunto amaño de partidos cuando comandaba la clasificación a falta de una jornada para terminar el campeonato. La decisión fue rechazada por la FIFA, que obligó a la liga estonia a readmitir al club un año después.
Entre 1995 y 1997 el FC Tevalte fue conocido como Tevalte Markelor por motivos de patrocinio. En 1998 se reconvirtió en FC TVMK Tallinn, resucitando así a este club histórico desaparecido en 1993.
- Datos: Q5853930